# Jeromes Dream
I Jeromes Dream sono uno dei pilastri del filone musicale screamo della fine degli anni '90. Sono diventati una specie di culto per la voce di Jeff Smith che dal vivo cantava senza microfono (cosa che gli ha provocato probabilmente danni seri, tanto che l'ultimo album ha una registrazione della voce totalmente diversa, quasi attraverso un megafono, e forse è una delle ragioni dello scioglimento). Come i colleghi Orchid, coi quali hanno uno split, anche loro vengono da Amherst, Massachusetts, e la loro attività dura dal 1997 al 2001.

## Formazione
- Jeff Smith (basso/voce)
- Nick Antonopolous (chitarra)
- Erik Ratensperger (batteria)

I tre non hanno mai cambiato formazione durante tutta l'attività. Dopo lo scioglimento, l'unico che è rimasto attivamente nella scena è Erik che attualmente suona nei Best Inventions assieme al batterista degli Orchid (che nel gruppo è chitarra-voce).

## Discografia
Come spesso da copione di gruppi legati ad Ebullition, Witching Hour, etc., anche la maggior parte della discografia dei Jeromes Dream ha una tiratura molto limitata, e anche quei dischi che superano le 800 copie hanno sempre edizioni limitate. Esempio ne è lo split con gli Orchid che ha oltre alle due diverse stampe nere (una normale e con vernice bianca fluorescente) da 1000 copie ciascuna, una versione rossa da 197 copie.
- Jeromes Dream / Amalgamation, 7" su Rice Control
- Jeromes Dream / July, 7" su Hit The Ground Running
- Jeromes Dream / Book Of Dead Names, 5" su Witching Hour
- Seeing Means More Than Safety, 10" su Old Glory
- Jeromes Dream / Orchid, disco a forma di teschio su Witching Hour
- Jeromes Dream / Usurp Synapse, 7" su Clean Plate e Level Plane
- Jeromes Dream / One AM Radio, 7" su Garbage Czar
- Presents, CD su Alone

Vi è una traccia sulla compilation Antipodes, uscita come 7" su Level Plane.
Inoltre, Alone ha pubblicato nel 2004 un doppio CD contenente tutta la discografia (e più) della band. Nel primo CD infatti troviamo i due album più le tracce degli split con Orchid e One AM Radio, mentre nel secondo troviamo tutte le altre tracce (compresa quella su Antipodes, più alcune inedite, alcune live, e, a chiudere, l'ultima traccia di Presents.